# Vinmara Planitia
La Vinmara Planitia è una struttura geologica della superficie di Venere.